# JavaFX Script
JavaFX Script est un langage de script déclaratif, typé statiquement et compilé pour la plate-forme Java.
Il est destiné aux applications internet riches de même type que celles conçues avec Adobe Flex, AJAX et Microsoft Silverlight. Il est intégré dans les environnements de développement intégrés principaux tels que NetBeans et Eclipse. JavaFX Script forme avec JavaFX Mobile la technologie JavaFX.
Ce langage de script, développé par Sun Microsystems, a été supplanté par le langage FXML lors de la sortie de la version 2.0 de JavaFX.

## Historique
JavaFX Script est basé sur le projet F3 (Form Follows Function), lancé en novembre 2006, dont le but était de créer un langage de script permettant de faciliter le développement d’IHM.
En mai 2008, le projet a été rendu public sous le nom de JavaFX lors de la conférence JavaOne 2008.

## Exemple
Ci-dessous, un exemple d'interface graphique affichant uniquement du texte.
```
   Frame {
      title: "Hello World JavaFX"
      width: 200
      content: Label {
         text: "Hello World"
      }
      visible: true
   }
```